# Pelinia, Drochia
Pelinia este un sat din raionul Drochia, Republica Moldova.

## Istorie
În anul 1859 se deschide Școala Eparhială pe lângă biserica din sat, iar în 1870 se înființează Școala Primară Populară. Mai întâi doar pentru băieți, apoi devenind mixtă. De la 1 decembrie 1900, școala din Pelinia dispune de clădire separată de piatră, în care  există o cameră specială pentru învățători.

## Demografie

### Structura etnică
Structura etnică a satului conform recensământului populației din 2004:
| Grup etnic         | Populație | % Procentaj |
| ------------------ | --------- | ----------- |
| Moldoveni / Români | 7.486     | 99,31%      |
| Ucraineni          | 24        | 0,32%       |
| Ruși               | 24        | 0,32%       |
| Alții              | 4         | 0,05%       |
| Total              | 7.538     | 100%        |

## Administrație și politică
Componența Consiliului local Pelinia (15 consilieri), ales la 5 noiembrie 2023, este următoarea:
|  | Partid                                        | Consilieri | Componență | Componență | Componență | Componență |
|  | --------------------------------------------- | ---------- | ---------- | ---------- | ---------- | ---------- |
|  | Partidul Acțiune și Solidaritate              | 4          |            |            |            |            |
|  | Partidul Socialiștilor din Republica Moldova  | 4          |            |            |            |            |
|  | Partidul Dezvoltării și Consolidării Moldovei | 3          |            |            |            |            |
|  | Partidul Social Democrat European             | 1          |            |            |            |            |
|  | Partidul Liberal Democrat din Moldova         | 1          |            |            |            |            |
|  | Candidat independent PETRU CHILARU            | 1          |            |            |            |            |
|  | Platforma Demnitate și Adevăr                 | 1          |            |            |            |            |